# Saltdean
Saltdean är en ort och en unparished area i distriktet Brighton and Hove i grevskapet East Sussex i England. Orten är belägen 7 km från Brighton. Orten hade 13 258 invånare år 2019. Före andra världskriget fanns det bara några hus här.